# Едвард Хмара
Е́двард Хма́ра (нар. 1944, Лос-Анжелес, Каліфорнія, США) — американський актор, письменник і сценарист українського походження.

## Життєпис
Едвард Хмара народився у 1944 році в Лос-Анджелесі, Каліфорнія. Народився у російськомовній сім'ї з України. Його батько родом з Полтави, мати — з Києва.
Навчався у Каліфорнійському університеті (UCLA); два роки після його закінчення замешкав у Парижі, де, блукаючи старовинними вуличками міста, народжується його перший сценарій до фільму «Леді-яструб» (англ. «Ladyhawke»), який він згодом реалізовує.
З 1996 року викладає у Каліфорнійському університеті, 2006 року переїхав на ранчо недалеко від Санта-Фе, штат Нью-Мексико. Захоплюється їздою верхи.

## Фільмографія
Сценарист
- «Лас-Вегас Нью-Мексико 1875» (Las Vegas New Mexico 1875) (2008) (сценарист)
- «Підводна в'язниця» (Submerged) (2001) (театральний консультант)
- «Мерлін» (Merlin) (1998) телевізійний мінісеріал (сценарій)[3]
- «Дракон: Історія Брюса Лі» (Dragon: The Bruce Lee Story) (1993) (сценарій)
- «Ворог мій» (Enemy Mine) (1985) (сценарій)
- «Леді-яструб» (Ladyhawke) (1985) (сценарій та задум)[4]

Актор
- Outlaw Justice (2009) у ролі Маршала Брюса Гадспета
- Las Vegas New Mexico 1875 (2008) голос …. Rangoon Kelly

Продюсер
- House of Cards (1993) (асоційований продюсер)
- Herowork (1977) (асоційований продюсер)

## Відзнаки
- Номінація на «Еммі», «Кращий сценарій мінісеріалу, фільму чи драматичної програми» (1998 рік)[5]